# 1. Amateurliga Südwest 1976/77
Die 1. Fußball-Amateurliga Südwest 1976/77 war die 25. Saison der drittklassigen 1. Amateurliga im regionalen Männerfußball des südlichen Teils des Landes Rheinland-Pfalz und ein Vorgänger der Fußball-Verbandsliga Südwest. Die 1. Amateurliga Südwest wurde 1952 aus einer Zusammenlegung der Amateurligen Rheinhessen, Westpfalz und Vorderpfalz gebildet und existierte bis zur Saison 1977/78 als dritthöchste Liga. Nach Einführung der Oberliga Südwest 1978 als höchste Amateurspielklasse wurde die Spielklasse in „Verbandsliga Südwest“ umbenannt und war ab diesem Zeitpunkt nur noch viertklassig.

## Abschlusstabelle
Die Meisterschaft gewann Wormatia Worms der die Aufstiegsrunde zur 2. Bundesliga Süd erfolgreich beendete und aufgestiegen ist. Vizemeister Hassia Bingen durfte als Südwest-Vertreter an der deutschen Fußball-Amateurmeisterschaft teilnehmen, schied dort aber im Viertelfinale gegen den Berliner Vertreter BFC Preussen aus. Den Gang in die 2. Amateurliga mussten der SV Guntersblum und der FV Speyer antreten. Für die nachfolgende Saison 1977/78 kamen als Aufsteiger aus den 2. Amateurligen der Ludwigshafener SC, die SG Pirmasens, der SV Horchheim und der VfR Baumholder.
| Pl. | Verein                     | Sp. | Tore    | Punkte |
| --- | -------------------------- | --- | ------- | ------ |
| 01. | Wormatia Worms (M)         | 36  | 110:410 | 58:14  |
| 02. | Hassia Bingen              | 36  | 115:400 | 58:14  |
| 03. | Eintracht Kreuznach (A)    | 36  | 122:300 | 57:15  |
| 04. | VfR Kirn                   | 36  | 88:39   | 54:18  |
| 05. | Viktoria Herxheim          | 36  | 88:51   | 47:25  |
| 06. | FSV Mainz 05 (A)           | 36  | 94:49   | 46:26  |
| 07. | Südwest Ludwigshafen       | 36  | 81:38   | 45:27  |
| 08. | FK Clausen                 | 36  | 66:71   | 36:36  |
| 09. | FC Rodalben                | 36  | 62:63   | 35:37  |
| 10. | ASV Idar-Oberstein         | 36  | 69:70   | 34:38  |
| 11. | Gummi-Mayer Landau         | 36  | 76:65   | 33:39  |
| 12. | 1. FC Kaiserslautern Amat. | 36  | 73:69   | 32:40  |
| 13. | 1. FC Haßloch (N)          | 36  | 49:67   | 32:40  |
| 14. | VfR Frankenthal            | 36  | 59:79   | 30:42  |
| 15. | TuS Landstuhl (N)          | 36  | 46:78   | 30:42  |
| 16. | FC Sobernheim (N)          | 36  | 41:81   | 21:51  |
| 17. | SV Weisenau                | 36  | 047:122 | 20:52  |
| 18. | SV Guntersblum (N)         | 36  | 042:112 | 15:57  |
| 19. | FV Speyer                  | 36  | 020:183 | 01:71  |

| (M) | Meister 1975/76                             |
| (A) | Absteiger aus der 2. Bundesliga Süd 1975/76 |
| (N) | Aufsteiger aus den 2. Amateurligen 1975/76  |